# Нергор, Силье
Силье Нергор (норв. Silje Nergaard; род. 19 июня 1966, Стейнхьер, Норвегия) — норвежская джазовая певица. Одна из самых продаваемых джазовых исполнителей, когда-либо представленных на официальных чартах в Норвегии. Стала всемирно известна после выхода мирового бестселлера Tell Me Where You’re Going с участием Пэт Мэтини на гитаре.

## Карьера

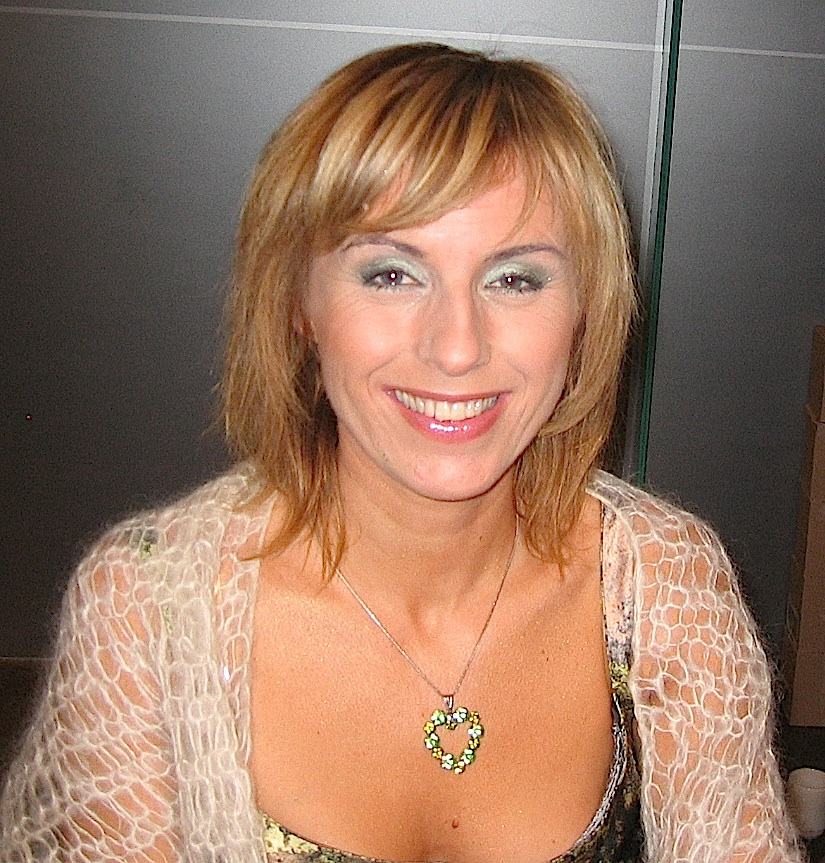
Силье в ноябре 2005 года.

Силье появилась на сцене в 16 лет с её первым хит-сингл «Tell Me Where You’re Going», сделавшим её № 1 в Японии, а также топ-10 в Норвегии и других странах. Альбом At First Light (2001) стал самым продаваемым норвежским джазовым альбомом за всё время и вошёл в официальный чарт продаж в Норвегии с № 1 за первую неделю. Альбом A Thousand True Stories, записанный с Metropole Orkestra (Нидерланды) в 2008 году имел большой успех в Европе и Азии. Нергор — одна из немногих норвежских исполнителей, ставших коммерчески успешными по всему миру, на большинстве континентов и крупных музыкальных рынках, в том числе Японии, Бразилии, Германии, в Соединенных Штатах и Соединенном Королевстве.
Силье Нергор записала и исполнила песни с Al Jarreau, Pat Metheny, Toots Thielemanns, Мортеном Харкетом из a-ha и многими другими.
Unclouded
Весной 2012 года Nergaard выпустила свой новый альбом Unclouded, основанный на записях с двумя гитаристами Халлгримом Братбергом и Ховаром Бендиксеном. Он был выпущен 9 марта в Норвегии и 23 марта в остальном мире. Nergaard написала 9 новых песен для Unclouded и два кавера на альбом «Human» группы The Killers и The Moon's a Harsh Mistress Джимми Уэбба. Для записи Unclouded Силье пригласила американского гитариста Джона Скофилда для совместной работы с Jojje Wadenius, Knut Reiersrud, и Nils Petter Molvær.

## Личная жизнь
Силье замужем за певцом Хейне Тотландом.

## Дискография

### Альбомы
- 1990: Tell Me Where You’re Going (Sonet Grammofon), совместно с Pat Metheny в одноимённой композиции
- 1991: Silje (Princess Records), совместно с Morten Harket в «Where You Are»
- 1995: Cow On The Highway (Sonet Grammofon)
- 1995: Brevet (Kirkelig Kulturverksted)
- 1996: Hjemmefra (From Home) (Kirkelig Kulturverksted)
- 2000: Port Of Call (EmArcy Records)
- 2001: At First Light (EmArcy Records), совместно с Thomas Strønen, Arve Henriksen и Erle Totland Nergaard
- 2003: Nightwatch (EmArcy Records)
- 2007: Darkness Out Of Blue (EmArcy Records)
- 2009: A Thousand True Stories (EmArcy Records)
- 2010: If I Could Wrap Up A Kiss (Sony Music)
- 2012: Unclouded (Sony Music)
- 2015: Chain of Days (OKeh/Sony)

Сборник
- 2004: Easy Living (Music Marketeers), VT Wonen Presents
- 2005: Be Still My Heart — The Essential (EmArcy Records)

Концертный альбом
- 2005: Live In Koln (EmArcy Records)[4]
- 2006: Your Guide To The North Sea Jazz Festival (North Sea Jazz Festival) — совместно с разными исполнителями; «We Should Be Happier» в дуэте с Al Jarreau[5]